# Elisabeth Svantesson
Karin Elisabeth Svantesson, född Lundin den 26 oktober 1967 i Lycksele församling, Västerbottens län, är en svensk politiker (moderat) och nationalekonom. Hon är Sveriges finansminister och chef för Finansdepartementet i regeringen Kristersson sedan oktober 2022.
Svantesson är riksdagsledamot sedan 2006, invald för Örebro läns valkrets. Hon var arbetsmarknadsminister i regeringen Reinfeldt 2013–2014. 
Innan Svantesson blev invald i riksdagen var hon doktorand i nationalekonomi vid Örebro universitet och avlade ekonomie licentiatexamen 2006. 

## Bakgrund

### Tidiga år
Elisabeth Svantesson är dotter till pastorn i Svenska Missionsförbundet, Alvar Lundin och hans hustru Karin, född Mattsson. Hon föddes i Lycksele när fadern hade tjänsten förlagd där. På grund av faderns arbete flyttade familjen flera gånger under hennes uppväxt. Hon gick gymnasiet på Palmcrantzskolan i Östersund.

### Utbildning
Svantesson flyttade till Örebro 1987 för att studera företagsekonomi vid Örebro högskola i tre och ett halvt år. Hon studerade senare även nationalekonomi vid Uppsala universitet. Hon blev därefter doktorand i nationalekonomi vid Örebro universitet och avlade ekonomie licentiatexamen 2006. Svantessons licentiatavhandling handlade om nyanlända invandrares första år i Sverige. Tillsammans med Telias verkställande direktör Johan Dennelind utsågs hon till ”Årets alumn” vid Örebro universitet 2016.

### Kristet engagemang
Svantesson har en frikyrklig bakgrund och är uppväxt inom Missionsförbundet samt har tidigare varit medlem i Livets ord. Hon var 2011 till 2013 ordförande för Riksdagens kristna grupp. Svantesson har varit medlem i Kristet center och tillhör idag[när?] Svenska kyrkan. 
Svantesson har också varit informationssekreterare för den ideella organisationen Ja till livet, som arbetade mot abort. 

## Politisk karriär
Elisabeth Svantesson var aldrig medlem i något politiskt ungdomsförbund, utan började engagera sig som lokalpolitiker vid 28 års ålder.

### Riksdagsledamot första perioden (2006–2013)
Elisabeth Svantesson valdes in som ledamot i riksdagen i valet 2006. Hon var bland annat ledamot i arbetsmarknadsutskottet 2006–2010 och utskottets ordförande 2012–2013, ledamot i finansutskottet 2010–2012 och ledamot i Riksrevisionens styrelse 2009–2010.
Hon var också ledamot EU-nämnden 2010–2012 och vice ordförande i styrelsen för Stiftelsen Riksbankens jubileumsfond 2012–2013.

### Sveriges arbetsmarknadsminister (2013–2014)
Svantesson utsågs till statsråd och chef (arbetsmarknadsminister) för Arbetsmarknadsdepartementet den 17 september 2013 i en regeringsombildning genomförd av den sittande moderate statsministern Fredrik Reinfeldt.
Svantesson presenterade direktiv till en översyn av Arbetsförmedlingen och tillsatte Mikael Sjöberg som generaldirektör på myndigheten.

### Riksdagsledamot andra perioden (2014–2022)
Efter regeringens avgång efter valet 2014 blev Svantesson åter tjänstgörande riksdagsledamot. Hon var vice ordförande i socialförsäkringsutskottet hösten 2014 och vice ordförande i arbetsmarknadsutskottet 2014–2017. Hon valdes till Moderaternas andre vice ordförande den 10 januari 2015, samtidigt som Anna Kinberg Batra blev partiledare. Hon fortsatte i detta uppdrag även efter att Ulf Kristersson valts till Moderaternas partiledare i oktober 2017. Hon valdes till förste vice ordförande vid partistämman i oktober 2019.
Svantesson var under 2015 ordförande i den arbetsgrupp inom Moderaterna som arbetade fram en ny migrations- och integrationspolitik för partiet. Hon representerade Moderaterna i migrationsförhandlingarna med regeringen hösten 2015 och drev bland annat att igenom att tillfälliga uppehållstillstånd skulle bli huvudregel för personer som beviljats asyl.
Efter att Ulf Kristersson valts till partiledare utsågs Svantesson i oktober 2017 till Moderaternas ekonomisk-politiska talesperson. Hon blev därmed vice ordförande i finansutskottet, vilket hon var 2017–2018 och 2019–2022. Däremellan var hon utskottets ordförande under några månader 2018–2019. Hon var ordförande för utskottet även en kort period efter valet 2022. Svantesson var dessutom suppleant i utrikesnämnden och i EU-nämnden 2019–2022.
Svantesson var arkitekten bakom den budgetmotion som Moderaterna tillsammans med Kristdemokraterna fick igenom som statsbudget för 2019. Budgeten kunde röstas igenom eftersom den sittande expeditionsregeringen, regeringen Löfven, inte kunde få en majoritet för sitt budgetförslag sedan Centerpartiet och Liberalerna lagt ned sina röster samtidigt som Sverigedemokraterna röstade för Moderaternas och Kristdemokraternas förslag.

### Sveriges finansminister (2022– )
Svantesson utsågs till statsråd och chef (finansminister) för Finansdepartementet den 18 oktober 2022 i samband med att Ulf Kristersson presenterade sin regering. Hon blev därmed den första kvinnan från Moderaterna att utses till finansminister.

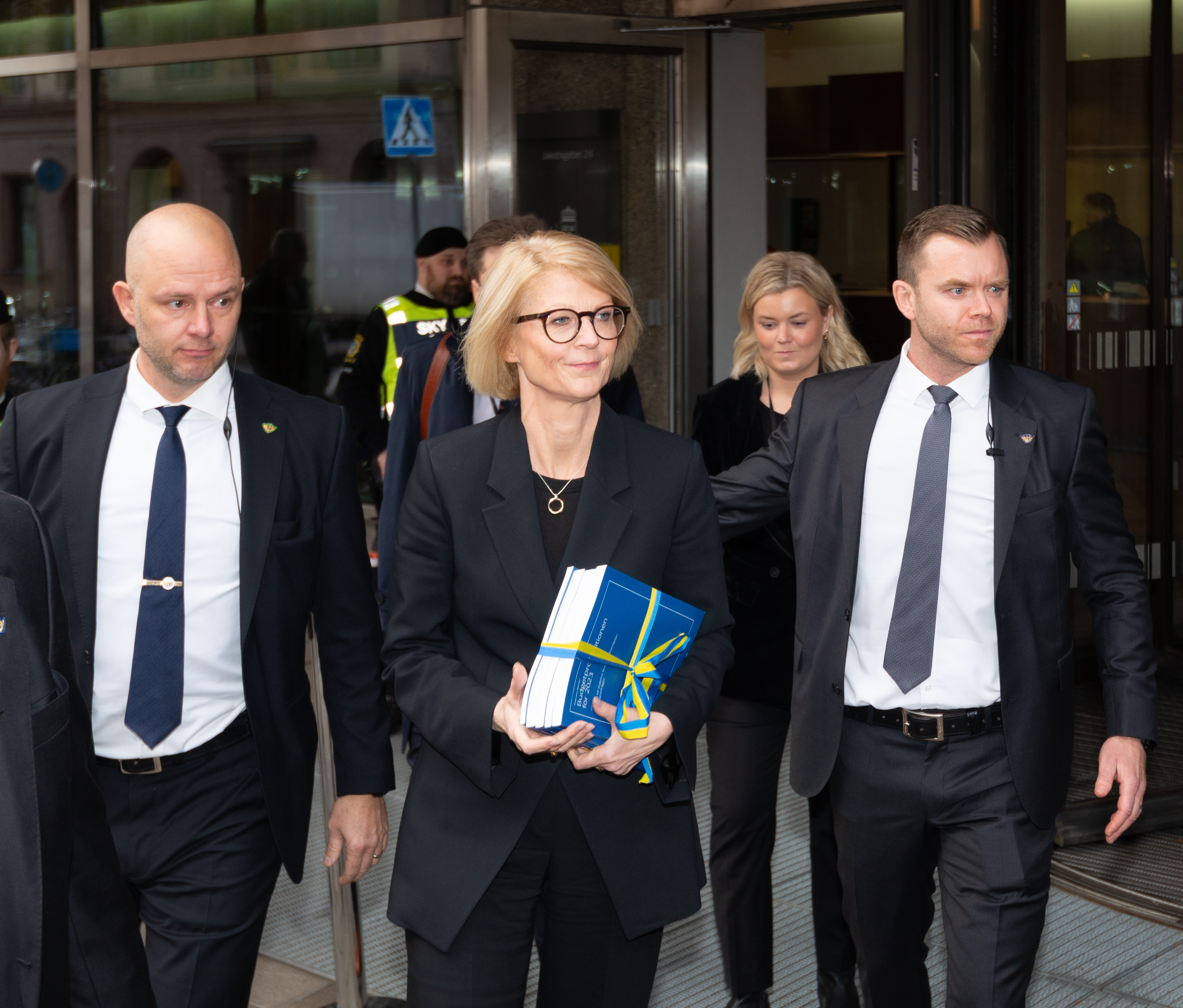
Finansminister Elisabeth Svantesson under budgetpromenaden den 8 november 2022 med sin och regeringen Kristerssons första budget.

Svantesson presenterade sin första budget den 8 november 2022 efter att ha genomfört sin första budgetpromenad samma morgon. Budgeten, för 2023, innebar en svagt åtstramande ekonomisk politik i syfte att motverka den höga inflationen och styra ekonomin mot överskottsmålet. Reformer i budgeten var bland annat sänkt skatt på drivmedel, bibehållen nivå i a-kassan, åtgärder mot den organiserade brottsligheten, satsningar för bättre vård och folkhälsa och investeringar i ett starkare militärt försvar.
Svantesson presenterade från sitt tillträde i oktober 2022 och fram till mitten av våren 2023 en rad olika ekonomiska åtgärder till följd av höga energipriser, bland annat elstöd till hushåll och till elintensiva företag, intäktstak för elproducenter och skattenedsättning på jordbruksdiesel.
Hon var pådrivande i beslutet om att inrätta Utbetalningsmyndigheten för att samordna den offentliga sektorns samtliga utbetalningar, exempelvis försörjningsstöd och sjukpenning, med målet att motverka fusk och bidragsbrottslighet. Hon har genom regeringsbeslut inlett arbetet med att införa ett bidragstak med syftet att den som arbetar aldrig ska kunna få högre inkomster från offentliga bidrag än från eget arbete.
I regeringens vårändringsbudget 2023 presenterade Svantesson ytterligare tillskott till Försvarsmakten, så att det totala anslaget uppgick till 660 miljarder kronor samtidigt som regeringen tillförde resurser till bland annat vuxenutbildningen, familjehemsvården och Konkurrensverket.
Svantesson presenterade sin andra hela budget den 20 september 2023. Budgeten, för 2024, innehöll fortsatta förstärkningar av Försvarsmakten med målet om en försvarsbudget på 2% av BNP redan under 2024. Budgeten innehöll bland annat även en förstärkning av jobbskatteavdraget om 11 miljarder kronor, dubblerade satsningar jämfört med 2023 på cancervård och barncancervård, utökade Klimatklivet och andra klimatsatsningar med 4 miljarder kronor samt ett avskaffande av plastpåseskatten.
Svantesson har fått kritik bland annat för sitt uttalande i november 2022 om att når Sverige inte klimatmålen till 2030 "Så gör vi inte det". Hon fick även kritik av Finanspolitiska rådet i maj 2023 för att de ekonomiska stöden för höga elpriser till hushåll och företag varit för stora, en kritik hon inte delade.

## Övriga uppdrag
Svantesson var ordförande i Samfundet Sverige–Israels riksorganisation 2012–2013.

## Kontroverser
I maj 2019 framkom det att Svantesson fått ut dubbla ersättningar för boende. Samtidigt som hennes familj bodde i södra Stockholm var hon 2014–2017 skriven i Nora kommun. Detta gjorde att hon för år 2016 fick ut 50 000 kronor i bidrag. Svantesson följde riksdagens regelverk och TV4:s publicering fick skarp kritik, bland annat från kanalens egen politiska kommentator Marcus Oscarsson.

## Galleri

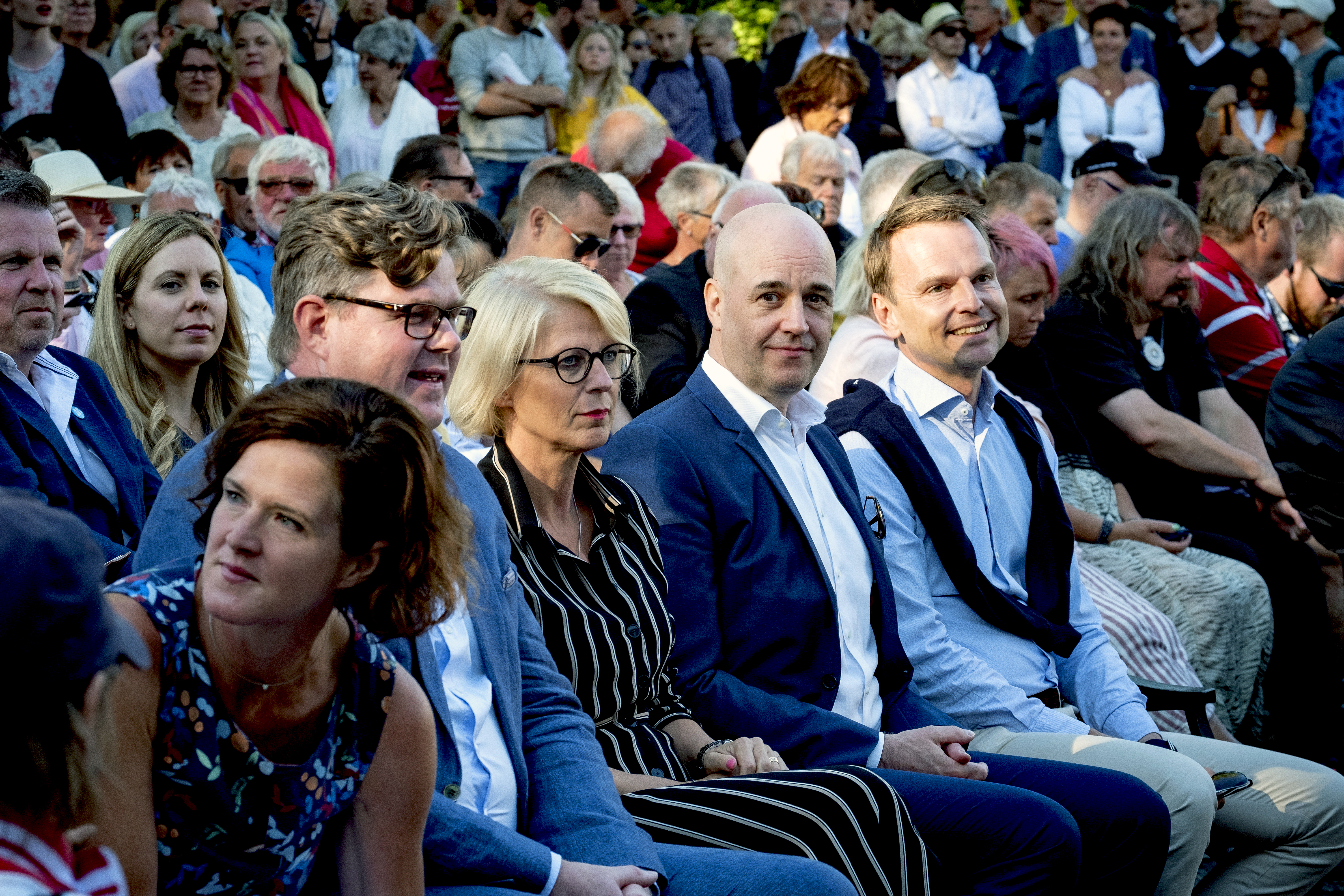
Elisabeth Svantesson tillsammans med Gunnar Strömmer, Fredrik Reinfeldt och Anna Kinberg Batra, under Almedalsveckan i Visby 2019.
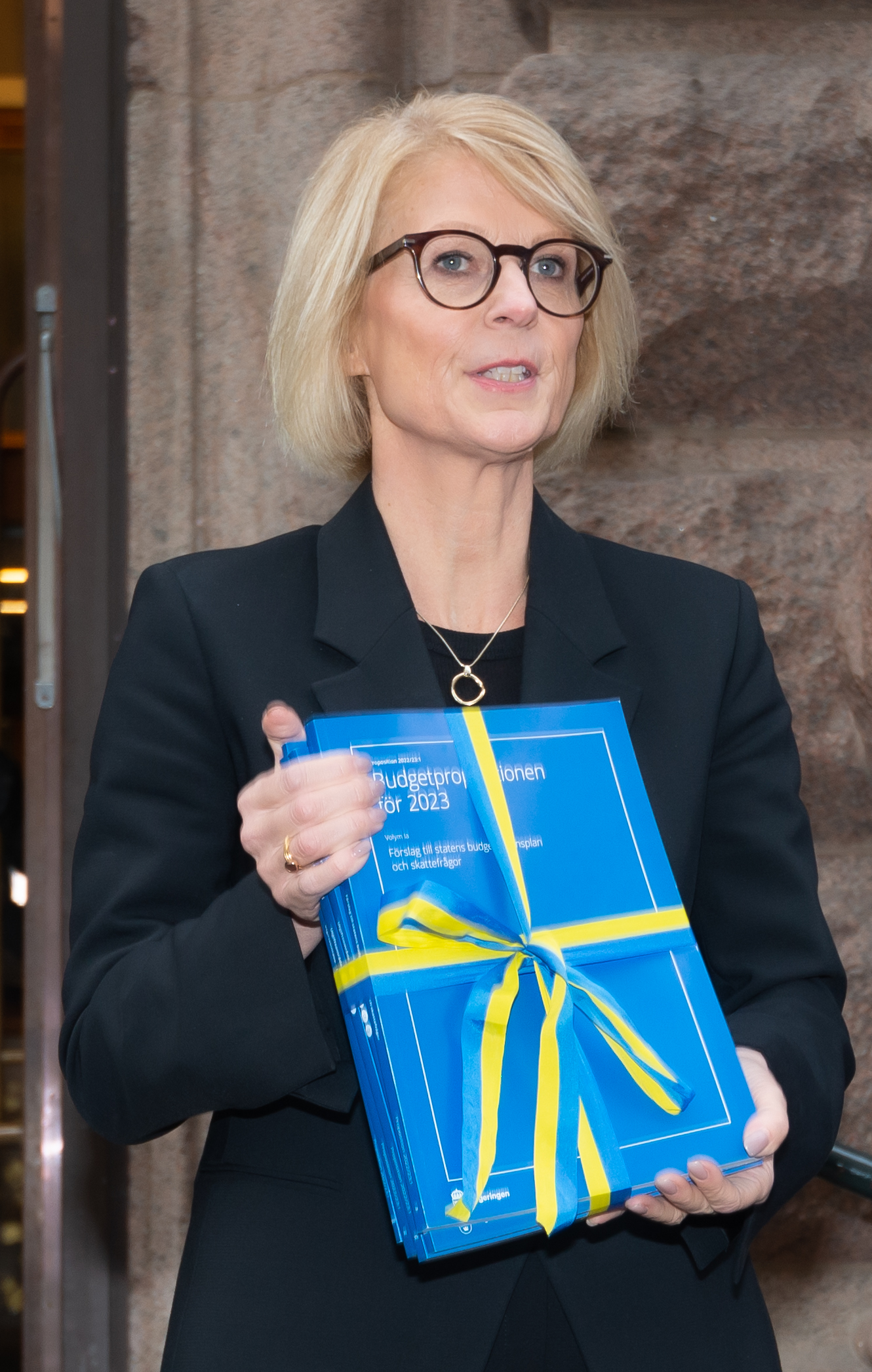
Elisabeth Svantesson utanför riksdagen den 8 november 2022, med sin och regeringen Kristerssons första budget.
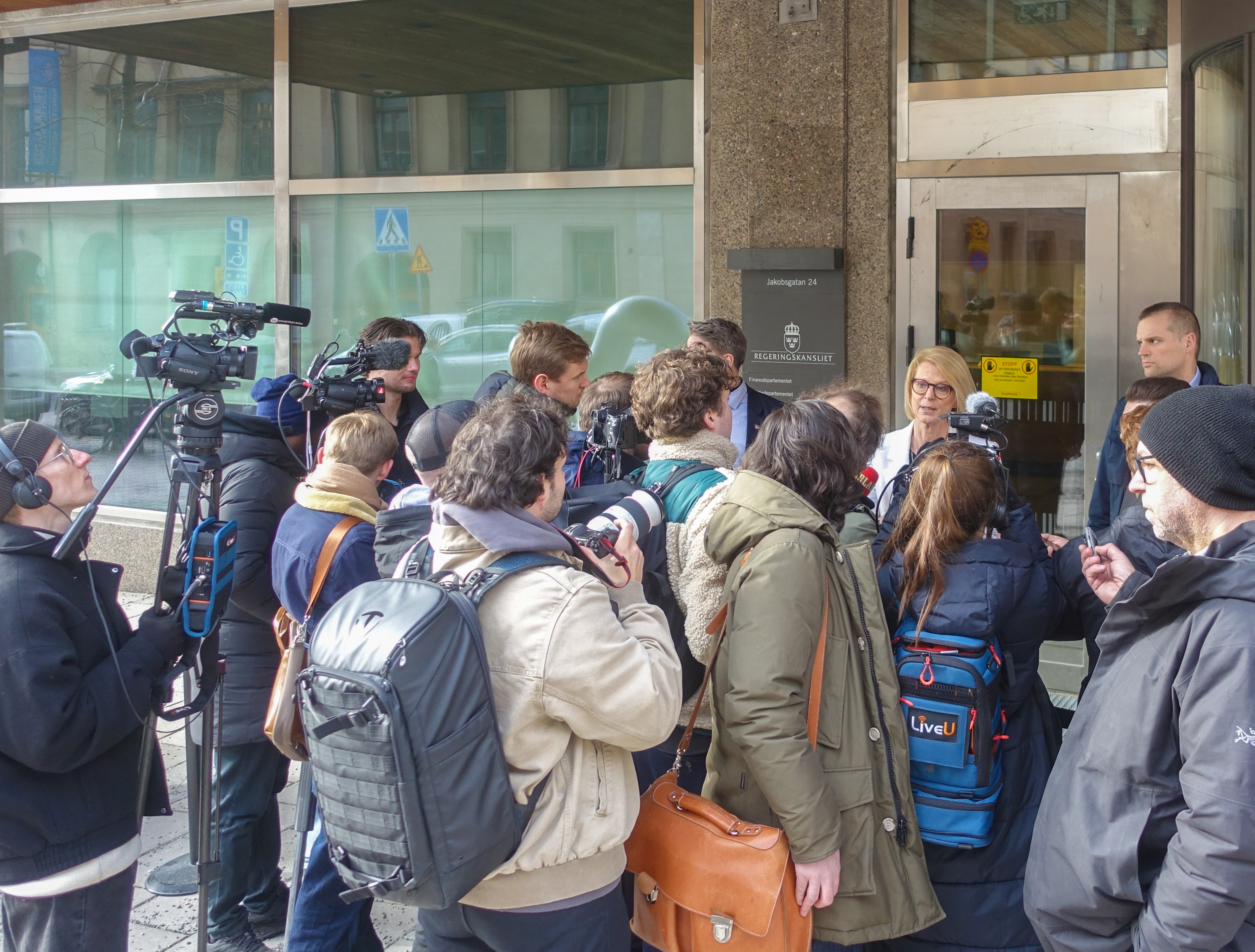
Elisabeth Svantesson utanför Finansdepartementet under en pressträff, efter ett möte med Ica, Coop och Axfood i mars 2023.